# Metro-Goldwyn-Mayer
 (транскр.  Метро-Голдвин-Мејер) америчка је медијска компанија која се бави производњом и дистрибуцијом филмова и телевизијског програма са седиштем на Беверли Хилсу.
Компанију је 1924. године основао предузетник Маркус Лоу (енгл. Marcus Loew) преузимањем контроле над филмским студијима Метро пикчерс (енгл. Metro Pictures), Голдвин пикчерс корпорејшон (енгл. Goldwyn Pictures Corporation) и Луј Б. Мејер пикчерс (енгл. Louis B. Mayer Pictures) и њиховим обједињавањем у једну компанију. Од ере немог филма па до Другог светског рата Метро-Голдвин-Мејер је био најчувенији филмски студио у Холивуду.